# Тобол (посёлок)
Тобол (каз. Тобыл) — посёлок в районе Беимбета Майлина Костанайской области Казахстана. Административный центр и единственный населённый пункт Тобольской поселковой администрации. Код КАТО: 396473100.

## География
Посёлок находится в 18 км к югу от районного центра села Айет.

## История
Основан в 1939 году в связи со строительством участка Акмолинск — Карталы Южно-Сибирской магистрали.

## Население
В 1999 году население посёлка составляло 7734 человека (3696 мужчин и 4038 женщин). По данным переписи 2009 года в посёлке проживало 6895 человек (3318 мужчин и 3577 женщин).

## Экономика
В населённом пункте функционируют предприятия железнодорожного транспорта. Является крупным узлом железнодорожных линий на Костанай, Карталы, Житикару, Астану и в сторону Западного Казахстана. На железнодорожной станции Тобол функционирует казахстанский железнодорожный пограничный пункт пропуска.